# Cabanes, Girona
Cabanes là một đô thị trong comarca Alt Empordà, Girona, Catalonia, Tây Ban Nha.

### Biến động dân số
| 1900 | 1930 | 1960 | 1990 | 2007 |
| ---- | ---- | ---- | ---- | ---- |
| 366  | 416  | 355  | 829  | 917  |

- Biến động dân số từ năm 1717 đến năm 2007

1717-1981: población de hecho; 1990-: población de derecho
42°18′40″B 2°58′37″Đ / 42,31111°B 2,97694°Đ